# ۲۱۴ (پیش از میلاد)
۲۱۴ (پیش از میلاد) ۲۱۴مین سال قبل از تقویم میلادی است.

## درگذشتگان
- تیرداد یکم دومین پادشاه اشکانی معروف به اشک دوم.